# Clostera indica
Clostera indica är en fjärilsart som beskrevs av Moore 1865. Clostera indica ingår i släktet Clostera och familjen tandspinnare. Inga underarter finns listade i Catalogue of Life.